# Podișul Central Rusesc
Podișul Central Rusesc sau Podișul Central Rus este o suprafață de aproximativ 500.000 km² din sudul Rusiei europene și nord-estul Ucrainei, situată în interiorul Câmpiei Europei Răsăritene. 